# Golpes de Estado na Colômbia
Vários golpes de Estado na Colômbia ocorreram, no decorrer da história da Colômbia, desde a fundação da República.
Apesar da crença popular de que este país sul-americano tem a democracia mais forte da América Latina, houve vários exemplos de tomada de poder furtiva, porém mais ênfase é colocada na chegada ao poder do general Gustavo Rojas Pinilla em 1953. No século XIX houve cinco golpes de Estado e no século XX houve quatro. Esses eventos estão listados abaixoː
- Golpe de 1828ː Simón Bolívar declara-se ditador após o fracasso da Convenção de Ocaña. Ele não conseguiu exercer o poder devido a problemas de saúde e perseguições políticas e militares.
- Golpe de 1831ː Rafael Urdaneta assume o poder na ausência de Bolívar, que havia morrido um mês antes, em 1830.
- Golpe de 1854ː José María Melo depõe seu amigo, o general José María Obando.
- Golpe de 1867ː O Partido Liberal captura e exila o presidente Tomás Cipriano de Mosquera, que havia se declarado ditador.
- Golpe de 1886ː O presidente Rafael Wenceslao Núñez declarou revogada a Constituição de 1863. No entanto, deu à Colômbia uma nova constituição.
- Golpe de 1900ː O vice-presidente José Manuel Marroquín assume a presidência e ordena a prisão do titular Manuel Antonio Sanclemente, aproveitando-se de sua idade avançada e localização remota da capital.
- Golpe de 1904ː O presidente Rafael Reyes fecha o Congresso, declara a Constituição anulada e convoca uma assembleia constituinte que fracassou.
- Golpe de 1944ː Membros da VII Brigada prendem o presidente Alfonso López Pumarejo, que se encontrava em Pasto, transferem-no de um hotel para uma fazenda e o obrigam a renunciar. Em Bogotá, o caos foi contido e a empreitada dos insurrectos fracassa.[5]
- Golpe de 1953ː O general Gustavo Rojas Pinilla depõe o designado Roberto Urdaneta, que estava no cargo na ausência do titular Laureano Gómez devido a problemas de saúde. Rojas assume o poder e renuncia em 1957.[6]